# اتحادیه سراسری کانون‌های وکلای دادگستری ایران
اتحادیه سراسری کانونهای وکلای دادگستری ایران (به اختصار: اسکودا)، انجمنی است غیردولتی و متشکل از ۲۹ کانون وکلای دادگستری سراسر ایران که برای گزینش و پذیرش کارآموزان وکالت و هماهنگی میان کانون‌های وکلا برپا شده است.

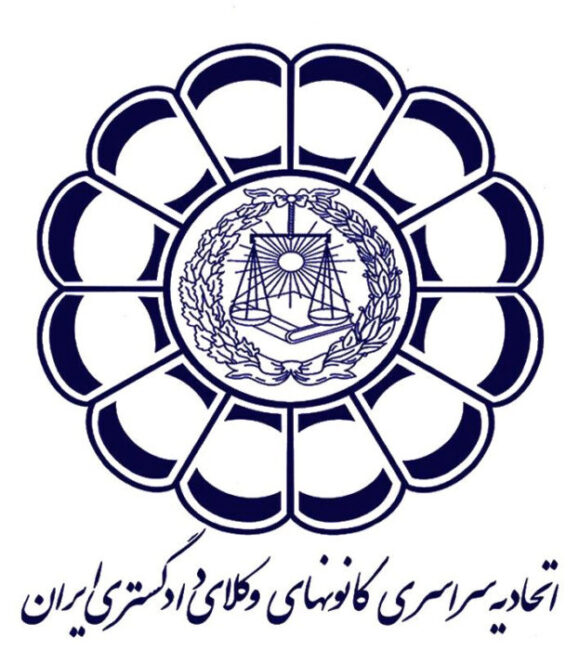

هم‌اکنون جعفر کوشا ریاست اسکودا را بر عهده دارد. کانون‌های وکلا در سراسر ایران دارای ۲۹ کانون استانی و منطقه‌ای می‌باشد و قدیمی‌ترین آن کانون وکلای مرکز است که سنگ بنای آن با وکلایی شکل گرفت که در سال ۱۲۹۷ وارد «تشکیلات هیئت وکلا» ی عدلیه شده و در سال ۱۳۰۰ «مجمع وکلای رسمی» را بنیان نهادند. پس از انحلال مجمع یادشده، کانون وکلای دادگستری در ۲۰ آبان ۱۳۰۹ به‌عنوان نهادی وابسته به وزارت دادگستری شکل گرفت و نهایتاً با تصویب لایحهٔ قانونی استقلال کانون وکلای دادگستری در اسفندماه ۱۳۳۱ مستقل شد. پس از کانون وکلای مرکز، کانون‌های وکلای فارس و آذربایجان در سال‌های ۱۳۱۵ و ۱۳۲۶ به عنوان دومین و سومین کانون‌های وکلای ایران برپا گردیدند و تا نزدیک نیم‌قرن بعد، اداره امور وکلای سراسر ایران را بر عهده داشتند. با گذشت بیش از هفت دهه از تصویب لایحه استقلال کانون وکلای دادگستری، هنوز دو استان سیستان و بلوچستان، کهگیلویه و بویراحمد کانون وکلای دادگستری مستقل ندارند بنابراین شمار کانون‌های وکلای دادگستری ایران به عدد ۲۹ می‌رسد.

## حواشی

### لغو انتخابات هیئت رئیسه
قرار بود ۲۴ آبان ۱۴۰۲ انتخابات اتحادیه سراسری کانون‌های وکلای دادگستری ایران (اسکودا) در جریان همایش این اتحادیه در کیش برگزار شود که همان روز اول دادنامه‌ای از شعبه اول دادگاه عالی انتظامی قضات ابلاغ شد که در آن بعضی از نامزدهای انتخابات اسکودا از حضور در «ارکان و مجامع کانون‌های وکلای دادگستری و سایر مجامع مرتبط به خصوص مدیریت و ارکان مرتبط با اتحادیه سراسری کانون‌های وکلای دادگستری موسوم به اسکودا» منع شده‌بودند. در نتیجه انتخابات برای بار اول به جلسه دیگری تجدید شد برای بار دوم نیز در برگزاری همایش پنجاه و دوم هیئت عمومی اتحادیه سراسری کانون‌های وکلای دادگستری ایران (اسکودا) در هتل پارسیان اوین با چالش‌هایی روبرو شد. اداره اماکن عمومی تهران با ارسال نامه‌ای به مدیریت هتل، خواستار ممانعت از برگزاری انتخابات اسکودا در این محل شد.
متعاقب این دستور، هتل پارسیان اوین به برگزارکنندگان همایش اخطار داد که در صورت ادامه روند انتخابات، برق سالن قطع خواهد شد. علی شایان منش، نائب رئیس کانون وکلای فارس، با انتشار تصویری از قطع برق سالن، خبر از انتقال محل برگزاری انتخابات به کانون وکلای مرکز در ساعت ۱۴ داد.
گزارش‌ها حاکی از آن است که پس از مخالفت اداره اماکن عمومی تهران با برگزاری همایش در هتل پارسیان، مدیریت هتل از برگزارکنندگان خواسته بود تا محل را ترک کنند. با اصرار وکلای حاضر در محل، و با وجود قطع برق سالن، تصمیم بر آن شد تا انتخابات در محل کانون وکلای مرکز برگزار شود.
برخی از حاضران پیشنهاد برگزاری انتخابات در محوطه باز هتل را مطرح کردند که با مخالفت اکثریت روبرو شد.
دلیل لغو این انتخابات به عقیده برخی منابع رای دادگاه عالی قضات بوده است که در آن به این موضوع اشاره شده است که: «انتخابات اسکودا محمل قانونی ندارد.»

### انتقاد از سوالات آزمون وکالت
ابراهیم کیانی، نایب رئیس اتحادیه سراسری کانون‌های وکلای دادگستری ایران، در پاسخ به این سؤال که با توجه به انتقادات مطرح شده نسبت به طرح سوالات بسیار طولانی در آزمون وکالت سال گذشته آیا امسال نحوه طرح سوالات تغییر می‌کند؟ گفت: سوالات در سازمان سنجش از طرق قانونی طراحی می‌شود و اسکودا سوالات را طرح نمی‌کند.